# Cantagalo-Pavão-Pavãozinho

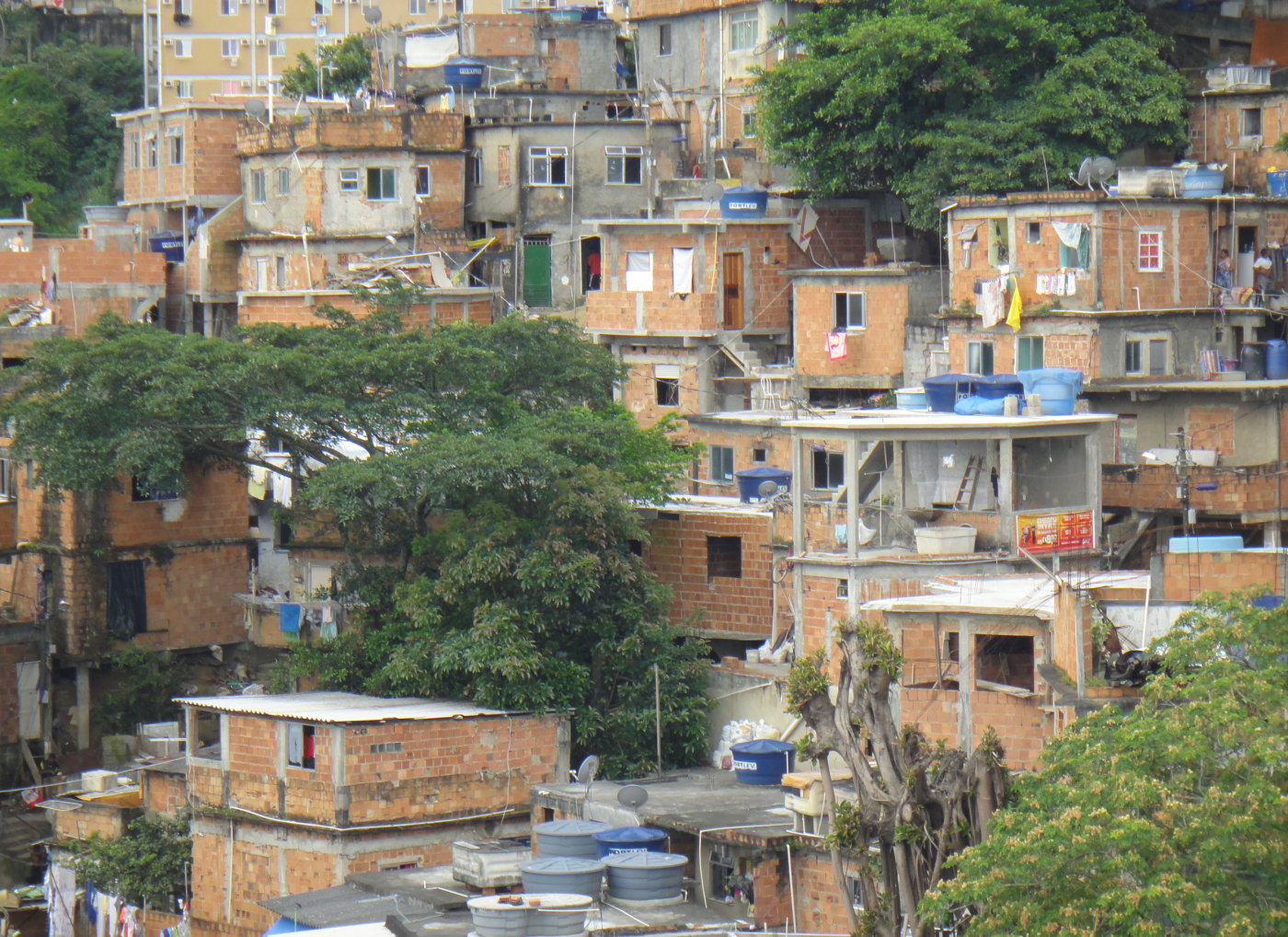
Favela del Cantagalo

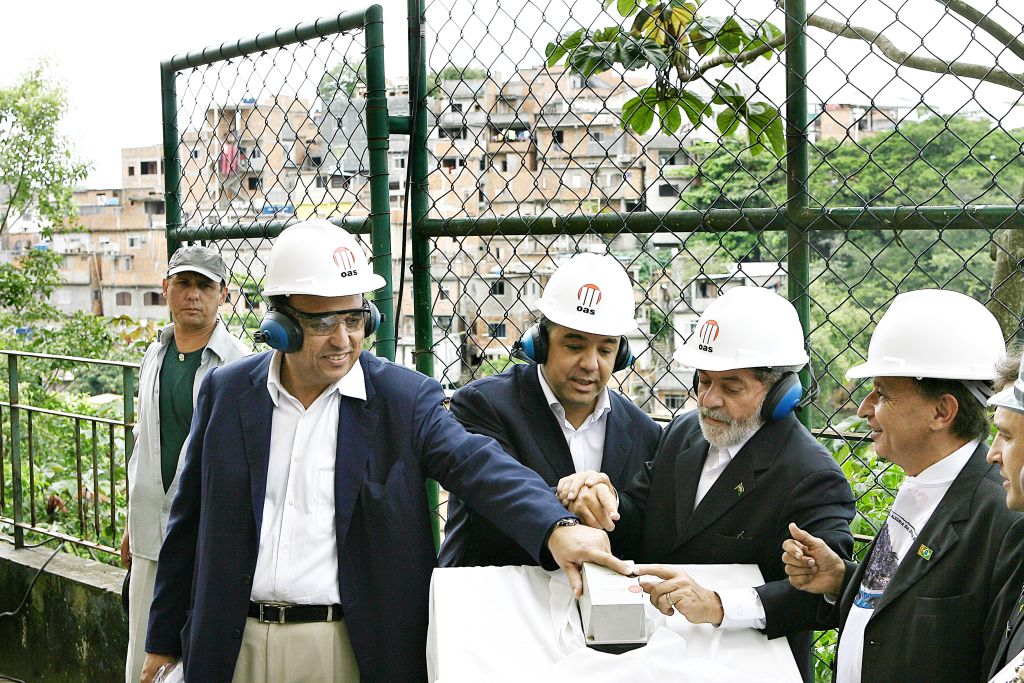
El governador fluminense Sérgio Cabral Fill i el president brasiler Luiz Inácio Lula da Silva en visita al conjunt de faveles del Cantagalo-Pavão-Pavãozinho el novembre de 2007 (foto:Ricardo Stuckert/PR/ABr)

Cantagalo-Pavão-Pavãozinho és un conjunt de faveles situat en la frontera entre els barris d'Ipanema i Copacabana, en la Zona Sud del municipi de Rio de Janeiro, al Brasil.
Hi viuen prop de 5.000 habitants. Al situar-se en un morro a prop al mar, té una de les vistes més privilegiades de la ciutat. El conjunt de faveles, malgrat situar-se en una de les zones més nobles de la ciutat, té greus problemes socials, com pobresa, violència i tràfic de drogues.
El conjunt ha atret projectes socials que pretenen revertir la situació. A més dels governs, de l'Organització de les Nacions Unides per a l'Educació, la Ciència i la Cultura, d'organitzacions no governamentals com a Escola Integral Solar Nens de Llum, que atén fa 29 anys, 430 nens i joves del Berçário fins a l'Ensenyament Mitjà, El Projecte Mulheres em Ação Literária que transforma dones afrodescendents en escriptores. Gratuïtament un projecte que un projecte que té com a socis l'editor l'editora Bibliomundi i el PPG Informativo, El Projeto Mulheres em Ações Literárias, el Grupo Cultural AfroReggae, el projecte Dançando para Não Dançar i el Projeto Harmonicanto Música e Cidadania, que atén fa 10 anys, nens i adolescents amb aules de música, i tallers educacionals. Com a targeta de visita disposa d'un conjunt musical infantil i juvenil, que té més de 300 presentacions musicals en el currículum. Esportistas i artistes exerceixen activitats socials en la comunitat. Entre els quals, estan els integrants del Cirque du Soleil, el documentalista João Moreira Salles i la ballarina Ana Botafogo.

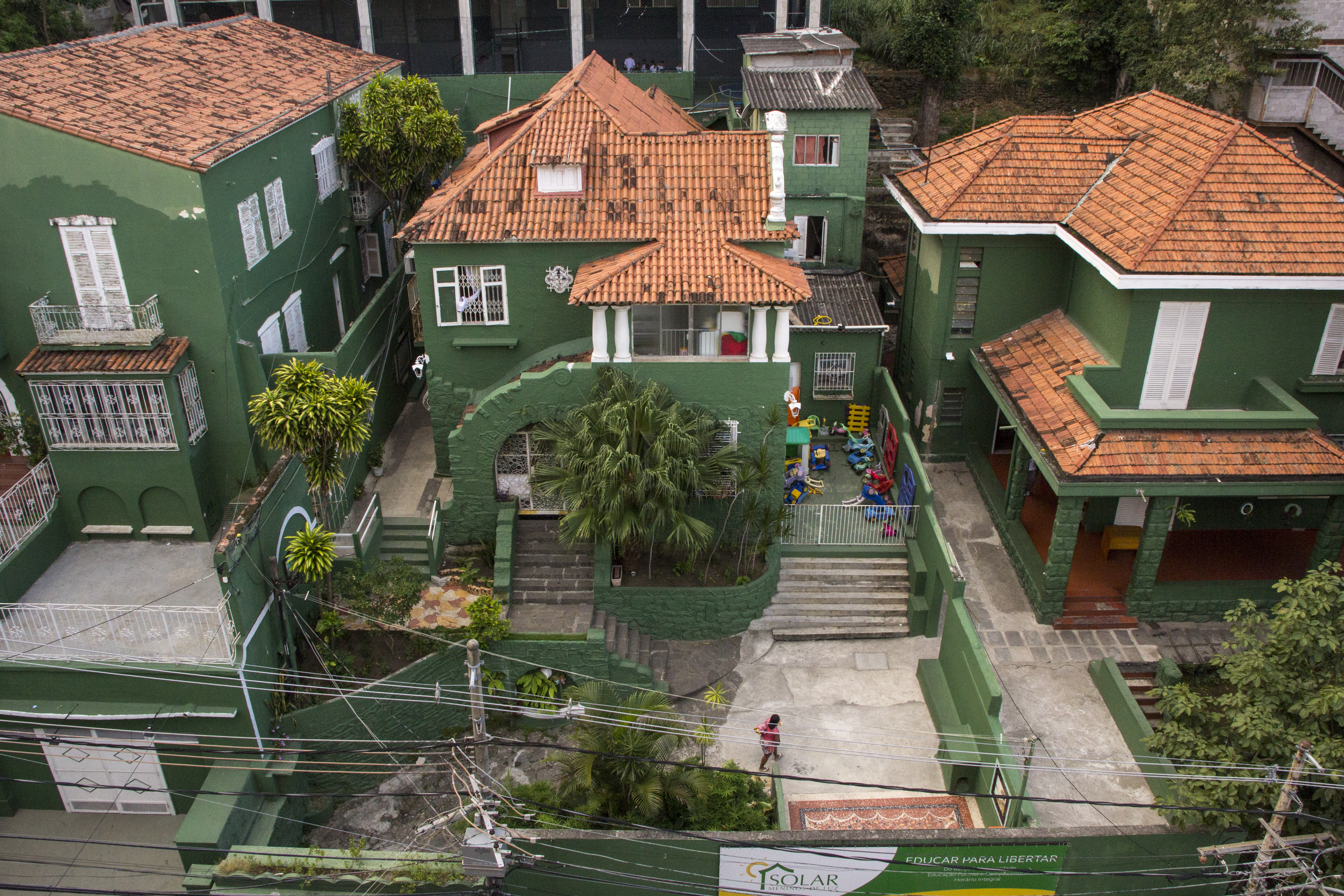
Escola Integral Solar Nens de Llum

Allí, també funciona el Col·legi President João Goulart. La escola serveix de seu per a aules de ciutadania, informàtica, circ, costura, capoeira, ball, conferències, workshops i boxa. A més dels professors, policies del Grupamento de Policiamento em Áreas Especiais ajuden a administrar l'espai.
Un altre projecte va fer amb que la Favela del Cantagalo comencés a rebre turistes estrangers l'any nou de 2007. L'arribada de tres visitants va ser el primer pas del projecte Bed and Breakfast, idealitzat per l'empresari i fotògraf Daniel Plá i per l'arquitecta Mirian Gleitzmann. L'estada costava cinquanta reals per dia, amb dret a esmorzar amb suc de taronja, papaia, pa francès i formatge. Inicialment, vint cases hi van participar.
El 23 de desembre de 2009, la comunitat va passar a ser atesa per la 5a UPP (Unitat de Policia Pacificadora).
El 30 de juny de 2010, va ser inaugurat el Complex Rubem Braga, constituït per dues torres, un mirador (el Mirador de la Pau, nom creat pels mateixos habitants del conjunt) i un ascensor gratuït connectant la parta alta del conjunt de faveles amb l'estació de metro General Osório.
El joc virtual Call of Duty: Modern Warfare 2 es va inspirar en la favela Pavão-Pavãozinho.
La cantant brasilera Fernanda Brum té una cançó titulada "Pavão-Pavãozinho".